# Federazione scacchistica dell'Austria
La Federazione austriaca degli scacchi (in tedesco  Österreichischer Schachbund - ÖSB) è la federazione nazionale di scacchi dell'Austria. Conta circa 15.000 iscritti ed ha sede a Graz.
È stata fondata a Vienna nel 1920 ed è associata alla FIDE. Il suo presidente è Kurt Jungwirth (dal 1971).
La federazione austriaca organizza dal 1929 un Campionato austriaco di scacchi.
Dal 1981 la Österreichischer Schachbund pubblica la rivista « Schach Aktiv ». 

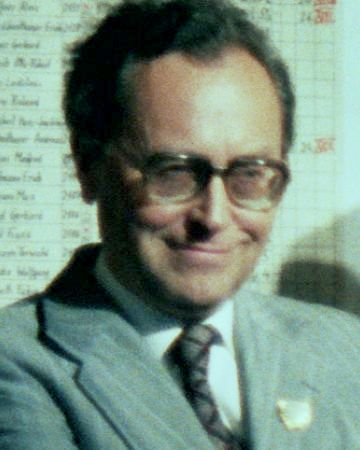
Kurt Jungwirth,
presidente dal 1971.

## Presidenti
- 1946-1952 Josef Hanacik
- 1952-1971 Franz Cejka
- 1971-2017 Kurt Jungwirth
- 2017-2021 Christian Hursky
- 2021 Christof Tschohl